# 阿氏鞭冠鮟鱇
阿氏鞭冠鮟鱇為輻鰭魚綱鮟鱇目棘茄魚亞目鞭冠鮟鱇科的其中一種，為深海魚類，分布於南半球各大洋海域，除東太平洋外，棲息深度338-1360公尺，體長可達40公分，生活習性不明，不具經濟價值。

## 扩展阅读
維基物種上的相關：阿氏鞭冠鮟鱇